# Adam Clayton (voetballer)
Adam Stephen Clayton (Manchester, 14 januari 1989) is een Engels voetballer die bij voorkeur als defensieve middenvelder speelt.
Hij tekende in 2014 bij Middlesbrough.

## Clubcarrière
Clayton werd geboren in Manchester en is een jeugdproduct van Manchester City, waar hij zich op zevenjarige leeftijd aansloot. The Citizens leende hem om wedstrijdervaring op te doen uit aan Carlisle United en Leeds United. In 2010 maakte de middenvelder definitief de overstap naar Leeds United. Die club leende hem uit aan Peterborough en Milton Keynes Dons. In 2012 werd hij voor één miljoen euro getransfereerd naar Huddersfield Town. Op 13 augustus 2014 werd hij verkocht aan Middlesbrough, waar hij zijn handtekening zette onder een vierjarige verbintenis. Drie dagen later debuteerde Clayton voor zijn nieuwe club in de competitiewedstrijd tegen zijn ex-club Leeds United.

## Interlandcarrière
Clayton maakte in 2009 zijn opwachting voor Engeland –20, waarvoor hij vier interlands speelde.